# 金田美穂
金田 美穂（かねだ みほ、1969年7月11日 - ）は、日本の女性声優。神戸山手女子短期大学卒業。元大阪テレビタレントビューロー（TTB）に所属、現在はフリー。血液型はAB型。

## 出演

### ゲーム
- ザ・キング・オブ・ファイターズ 京（草薙静、千堂圭輔）
- サムライスピリッツ 斬紅郎無双剣（緋雨閑丸）
- サムライスピリッツ 天草降臨（緋雨閑丸）
- サムライスピリッツ零（緋雨閑丸）
- サムライスピリッツ零SPECIAL（緋雨閑丸）

### ドラマCD
- ショートドラマ『サムライスピリッツ 斬紅郎無双剣』（緋雨閑丸）
- ショートドラマ『サムライスピリッツ 天草降臨』（緋雨閑丸）
- 侍魂 THE BEST -Selected Characters-（緋雨閑丸）

### CD
- ザ・キング・オブ・ファイオターズ 京
- サムライスピリッツ 斬紅郎無双剣
- サムライスピリッツ 斬紅郎無双剣 -Arrange Sound Trax-
- サムライスピリッツ 天草降臨
- サムライスピリッツ 天草降臨 -Arrange Sound Trax-
- サムライスピリッツ 侍魂 THE BEST -Selected Characters-

### CM
- 伏見稲荷神社[2]
- 阪急電鉄[2]
- 日本納税協会[2]